# Grob G 140
Die Grob 140, auch Grob 140TP oder G140(TP), ist ein viersitziges Leichtflugzeug des deutschen Herstellers Burkhart Grob Luft- und Raumfahrt GmbH & Co. KG (heute Grob Aircraft).

## Geschichte
Das Flugzeug wurde 2001 auf der Pariser Flugshow vorgestellt und absolvierte am 12. Dezember 2002 seinen Erstflug. Angetrieben von einem Rolls-Royce 250-B17F-Turboproptriebwerk, ist die Grob 140TP voll kunstflugtauglich. Grob Aircraft entschied sich bisher nicht, den Bau der G 140 wieder aufzunehmen.
Die Grob 140TP hätte in den Klassen Utility und Aerobatic zugelassen werden können, wobei die Utility-Version als Aufklärungsflugzeug zum Einsatz gekommen wäre.

## Technische Daten
| Kenngröße                 | Grob G140TP                                     |
| ------------------------- | ----------------------------------------------- |
| Länge                     | 8,9 m                                           |
| Spannweite                | 10,6 m                                          |
| Höhe                      | 2,8 m                                           |
| Flügelfläche              | 13,3 m²                                         |
| Nutzlast                  | 700 kg                                          |
| Leermasse                 | 800 kg                                          |
| max. Startmasse           | 1500 kg                                         |
| max. Landemasse           | 1500 kg                                         |
| Höchstgeschwindigkeit     | 425 km/h                                        |
| Steigrate                 | 850 m/min                                       |
| Reichweite mit 6 Personen | 1850 km                                         |
| Triebwerke                | Rolls-Royce 250 B17F mit 340 kW (Startleistung) |